# Bedasht
Bedasht (persiska: بدشت) är en ort i Iran.   Den ligger i provinsen Semnan, i den norra delen av landet, 300 km öster om huvudstaden Teheran. Bedasht ligger 1 290 meter över havet och antalet invånare är 466.
Terrängen runt Bedasht är platt åt sydost, men åt nordväst är den kuperad.Runt Bedasht är det mycket glesbefolkat, med 5 invånare per kvadratkilometer. Närmaste större samhälle är Shahrud, 6,9 km väster om Bedasht. Omgivningarna runt Bedasht är i huvudsak ett öppet busklandskap.